# München Mord: Ausnahmezustand
Ausnahmezustand ist ein deutscher Fernsehfilm von Jan Fehse aus dem Jahr 2020. Es handelt sich um die elfte Folge der Kriminalfilmreihe München Mord mit Bernadette Heerwagen, Alexander Held und Marcus Mittermeier in den Hauptrollen. Die Erstausstrahlung erfolgte am 17. Oktober 2020 im ZDF. Am 14. Oktober 2020 wurde der Film vorab in der ZDFmediathek veröffentlicht.

## Handlung
Die Kommissare Angelika Flierl und Harald Neuhauser besuchen ein Fußballspiel des TSV 1860 München im Sechzgerstadion im Münchner Stadtteil Giesing. Die Stimmung im Stadion ist am Kochen, „die Blauen“ verlieren 1 zu 4. Nach dem Spiel herrscht wie nach jedem Spiel Ausnahmezustand. Neuhauser, der mit seiner Kollegin Flierl in einem Getränkemarkt eingekehrt ist, wo er Bier besorgt, um das Spiel „aufzuarbeiten“, will in der nahe gelegenen Metzgerei von Xaver Gerlinger und dessen Sohn Franz-Xaver noch Wurstsemmeln besorgen. Dabei hört er einen Schrei aus dem Flur des Hauses, in dem sich die Metzgerei befindet. Es ist Claudia Birgel, die den Schrei ausgestoßen hat, denn vor dem Treppenaufgang des Hauses in der Tegernseer Landstraße liegt ein Toter.
Bald stellt sich heraus, dass der Tote Manni Reinl ist, der im ganzen Viertel als Fan von 1860 München bekannt ist. Er trägt ein Vereinstrikot, das völlig durchnässt ist. Der an den Tatort gerufene Gerichtsmediziner Dr. Heise stellt fest, dass Manni alkoholisiert war und vom Täter gewürgt und in einem Eimer ertränkt wurde. Von Maiki Fronzek, dem Besitzer des Getränkemarkts, und dessen Freundin Jessy erfährt Neuhauser, dass Manni mit dem Apotheker Hannes Bachmaier, genannt „Breitner“, verfeindet war. 
Während sich Neuhauser „Breitner“ vornehmen will, besucht Flierl Manni Reinls Ehefrau Leana, die in der Alpenstraße einen Friseursalon betreibt. Flierl verdächtigt diese, am Mord an ihrem Mann beteiligt gewesen zu sein, denn das Verhältnis der beiden war in letzter Zeit zerrüttet. Ihr Friseursalon geht nicht gut, da Leana als gebürtige Rumänin von den Bewohnern des Viertels nie so richtig akzeptiert worden ist. Leana gibt an, zur Tatzeit alleine in ihrem Salon gewesen zu sein.
Neuhauser befindet sich inzwischen im Kronenstüberl, wo „Breitner“, der nicht so genannt werden will, gerade über die Vereinsführung von 1860 München doziert. Anke Fronzek, die Exfrau von Maiki aus dem Getränkemarkt und jetzt Bedienung im Kronenstüberl, hatte Manni und Breitner vor dem Spiel noch zusammen gesehen, die beiden hatten heftigen Streit. Auf Überwachungsaufnahmen ist auch Mannis Frau Leana zu sehen, die den Streit beobachtet hatte. Nachdem der Friseursalon nicht mehr genügend Gewinn abgeworfen hatte, plante Leana mit Unterstützung von Bachmaier, ein Nagelstudio zu eröffnen. Bachmaier hatte hierfür ein leerstehendes Lokal neben seiner Apotheke organisiert, Manni war deswegen wütend und wurde laut Maiki in letzter Zeit oft handgreiflich, wenn er alkoholisiert war. Der von seinem Team alarmierte Hauptkommissar Schaller entdeckt außerdem, dass der Hinterhof des Tatortes direkt zum Friseursalon von Leana führt. Gegenüber Flierl gibt Leana an, dass ihr Mann sie misshandelt hatte und sie ihn verlassen wollte. Außerdem hatte sie ihren Mann finanziell unterstützt, nachdem er nur mehr halbtags tätig gewesen war, weil sein Chef Aufträge verloren hatte, nachdem er Kunden beschimpft hatte. Seinen Frust ließ Manni an seiner Frau aus.
Eigentümer des Kronenstüberls ist Armin Gusthoff, der wie Manni und Breitner Mitglied der Giesing Gauchos war. Laut Anke war Gusthoff während des Spiels im Kronenstüberl, weil ihm der Verein für ein Jahr Stadionverbot wegen der Verwendung von bengalischem Feuer erteilt hatte. Der Verein musste deswegen eine hohe Strafe an die Liga zahlen. Gusthoff wurde von einem anonymen Hinweisgeber verraten. Gusthoff gibt an, an der Tankstelle gewesen zu sein, um Klopapier zu holen, dieses soll jedoch nicht mehr vorrätig gewesen sein. Eine Überprüfung durch Neuhauser ergibt jedoch, dass dies gelogen war. Auf einer weiteren Aufnahme ist Manni im Streit mit einer weiteren Person zu sehen, die vom Lokalgast Gisbert als Armin Gusthoff identifiziert wird.
Schaller findet schließlich heraus, dass Leana den Mord an ihrem Mann beobachtet hatte. Claudia Birgel hatte deren roten Mantel zur Tatzeit in der Nähe des Tatortes gesehen. Gusthoff wird im Stadion wegen Mordes an Manni verhaftet. Manni war schuld, dass Gusthoff Stadionverbot erhalten hatte, Manni hatte sich im Suff bei Anke verplappert.

## Produktion
Die Dreharbeiten fanden gemeinsam mit dem zwölften Teil Der Letzte seiner Art vom 14. Oktober bis zum 13. Dezember 2019 in München und Umgebung statt.
Drehorte war unter anderem das Grünwalder Stadion, der Giesinger Grünspitz, die umgestaltete Metzgerei Moll und die Tegernseer Landstraße. Für das fiktive Kronenstüberl wurden die Innenraumszenen im 70er, der ehemaligen Bar Bajanni, in der Pilgersheimer Straße in Untergiesing gedreht. Die Außenszenen spielen im Biergarten des Café Schaumamoi. Als Komparsen fungierten Fans des TSV 1860 München.
Produziert wurde der Film von der TV60Filmproduktion (Produzent Sven Burgemeister) im Auftrag des ZDF.
Für das Szenenbild zeichnete Michael Björn Köning verantwortlich, für den Ton Rainer Plabst und Arkadius Rilka, für das Kostümbild Theresia Wogh und für das Maskenbild Martine Flener und Cornelia Ritz.
Die Endfertigung wurde aufgrund der COVID-19-Pandemie unterbrochen, nachdem die Schauspieler nicht ins Synchronstudio kommen konnten.

## Rezeption
Rainer Tittelbach von tittelbach.tv befand, dass der elfte Film der Reihe nicht nur für Fußball-Fans ein besonders großes Vergnügen sei. Das Autorenduo Ani und Jung habe reichlich Münchner Lokalkolorit, Alltagskultur und Lebensart eingeflochten, alles wirke authentisch wie ein Bad in der bayerischen Menge in Vor-Corona-Zeiten. Befragungen seien hier noch absurder als in anderen Episoden.
Wilfried Geldner schrieb im Weser Kurier, dass das Giesinger Stadion die Hauptrolle habe, aber auch die vielen Fans im Hintergrund. Regisseur Jan Fehse habe aus dem traurigen Spiel ein pralles, volksstückhaftes Sittengemälde gemacht, das 1860 ein schönes Denkmal setze. Was aussehe wie ein weiterer Abgesang, sei dann doch eine weitere Feier des Mythos Sechzig. Dass die Geschichte dann doch eher ein wenig dünn ende, machten die vielen Vorstadt-Typen mehr als wett.
Ähnlich befand Tilmann P. Gangloff im Tagesspiegel, dass der Film als Milieuschilderung zwar faszinierend sei, als Krimi aber ein bisschen dünn. Dass Ausnahmezustand trotzdem sehenswert sei, liege an den famosen Leistungen der Schauspieler.
Christian Lukas meinte auf Quotenmeter.de, dass der Film launig und amüsant sei, der Titel sei für Nicht-Fußballfans eher ironisch zu verstehen. Obwohl alles gemächlich inszeniert sei und die Kamera vergleichsweise ruhig stehe, bedürfe es keiner krachenden Musik, um Spannung zu erzeugen. Interesse am Geschehen ergebe sich aus dem vergleichsweise übersichtlichen Zeitrahmen, in dem Neuhauser und Flierl ermitteln müssen. Dazu sei die Auflösung originell und für diesen kleinen Kosmos, in dem diese Geschichte spielt, absolut passend.
Michael Hanfeld bezeichnete den Film in der Frankfurter Allgemeinen Zeitung als „Kammerspiel auf offener Straße“ und „Hymne auf die gute alte Zeit“ und urteilte, dass es maßlos untertrieben wäre, von stimmigem Lokalkolorit zu sprechen wäre – hier stimme einfach alles.
Quote
In Deutschland sahen den Film bei Erstausstrahlung 6,28 Millionen Personen, der Marktanteil betrug 21,1 Prozent.
Kontroverse
In der Folge Ausnahmezustand wurden auch originale Fangesänge verwendet. Dabei kam auch das umstrittene „Scheichlied“ vor, in dem Investor Hasan Ismaik verunglimpft wird. Die TSV München von 1860 GmbH & Co. KGaA distanzierte sich in der Folge in einer Pressemitteilung, der Klub thematisierte seine ablehnende Haltung gegenüber Rassismus. Der Film würde teilweise ein kulturelles Bild des Vereins widerspiegeln, das nicht der aktuellen Situation entspreche.